# Весковадо (Сијена)
Весковадо је насеље у Италији у округу Сијена, региону Тоскана.
Према процени из 2011. у насељу је живело 821 становника. Насеље се налази на надморској висини од 290 м.